# Partit Socialdemòcrata de Catalunya
Partit Socialdemòcrata de Catalunya (PSDC) fou un partit polític català d'ideologia socialdemòcrata, fundat el 1977 i dirigit per l'empresari Ramon Viñals i Soler i Rafael Casanovas. A les eleccions al Parlament de Catalunya de 1980 es presentà en coalició amb ERC i va obtenir l'acta de diputat per a Ramon Viñals. El 1982 trencà la coalició i Ramon Viñals fou diputat del Grup Mixt. A les eleccions municipals de 1983 va donar suport al Centro Democrático y Social. Tanmateix, a les eleccions municipals de 1987 es presentà en coalició amb Estat Català.
A partir de les eleccions generals espanyoles de 1989 es presentà com a Coalició Socialdemòcrata amb altres forces socialdemòcrates de l'Estat espanyol. No s'ha presentat a eleccions posteriorment.

## Resultats electorals
A les eleccions on s'ha presentat en solitari ha obtingut:
- eleccions al Parlament de Catalunya de 1984: 6.768 vots (0,24%)
- eleccions generals espanyoles de 1986: 4.885 (0,02%)
- eleccions europees de 1987: 25.058 vots (0,13%), d'ells 4.958 (0,16%) a Catalunya
- Eleccions municipals catalanes de 1987: 566 vots.
- eleccions al Parlament de Catalunya de 1988: 5.156 vots (0,19%).
- eleccions generals espanyoles de 1989: 17.095 vots (0,08), d'ells 6.435 (0,2%) a Catalunya
- eleccions europees de 1989: 52.577 vots (0,33%), d'ells d'ells 5.912 (0,25%) a Catalunya